# Philippe Huys de Thy
Philippe Clériarde Joseph Huys (Brussel, 9 mei 1747 - 27 januari 1830) was een Zuid-Nederlands edelman.

## Familie
De familie van Thy werd al in de twaalfde eeuw vermeld. De heren van Thy lieten hun stamboom opklimmen tot aan een kruisvaarder die zijn streekgenoot Godfried van Bouillon zou hebben vergezeld.
In 1706 werd de heerlijkheid Thy aangekocht door Jean-Joseph Huys, die achtereenvolgens getrouwd was met Marie-Elisabeth Geeraerts en met Isabelle le Poivre. Zijn zoon was licentiaat in de rechten en advocaat Jean-Joseph Huys (1707-1780), die trouwde met Marie-Thérèse Du Chesne.

## Philippe Huys
Hun zoon, Philippe Huys, licentiaat in de rechten, heer van Thy, Hattain, Bois-Saint-Jean, werd in 1792 door de koning van Hongarije in de adel verheven met de titel baron, overdraagbaar bij eerstgeboorte. 
Over zijn activiteiten onder het ancien régime is vooralsnog niets bekend. Hij was wellicht officier in Oostenrijkse dienst. In 1804 werd hij benoemd tot gemeenteraadslid van Brussel en bleef dit niet alleen tot het einde van het Franse keizerrijk, maar ook nog onder het Verenigd Koninkrijk der Nederlanden. Hij was ook lid van het kiescollege van het Dijledepartement. In 1814 werd hij door het Voorlopig Bestuur als lid benoemd in het 'Comité van opeisingen'.
In 1816 werd hij erkend in de erfelijke adel met de titel baron, overdraagbaar bij eerstgeboorte en werd hij benoemd in de Ridderschap van de provincie Zuid-Brabant, waar hij ook lid werd van de Provinciale Staten. Hij werd tevens, zoals zijn vader, opgenomen bij de afstammelingen van het Brusselse geslacht Sweerts.
Hij trouwde in 1782 met Anne-Marie de Jonghe (1751-1835), weduwe van Pierre Hagen. Ze woonden in de Nieuwstraat. De weduwe kondigde zijn overlijden aan met de melding dat de uitvaart plaats zou vinden in de kerk van Onze-Lieve-Vrouw van de Finisterre.

## Jean-Justin Huys
Ze hadden een enige zoon, baron Jean-Justin Huys de Thy (1783-1855), burgemeester van Baisy-Thy (Genepiën) en eigenaar van een graanmolen in die gemeente. In 1815 stond hij als grondwetsnotabele ingeschreven in Nijvel. Hij was ook mede-eigenaar van het Fort van Monterey in Sint-Gillis, waarvan de laatste resten in 1862 verdwenen. Zijn aanwezigheid onder de laatste eigenaars en de urbanisatiewerken die hij deed uitvoeren, worden in herinnering gebracht door de Dethystraat. Hij bleef ongehuwd en was de laatste van zijn familie. Hij liet de molen in Baisy-Thy en andere bezittingen na aan een neef, maar het kasteel, het domein van 250 ha en een geldsom legateerde hij aan de Armenzorg van Baisy-Thy. Ook in Brussel staat hij als weldoener bekend.

## Kasteel de Thy
Van de veertiende tot de achttiende eeuw bewoonde de heer van Thy, later Huys van Thy, een kasteel op zijn heerlijkheid. Tijdens de godsdienstoorlogen werd het gebouw gedeeltelijk vernield en weer opgebouwd. 
Gedeelten van het huidige kasteel (onder meer een van de twee torens bij de ingang) dateren nog uit 1615 maar het grootste deel werd rond 1774 door Philippe Huys heropgebouwd. Hij en zijn zoon plantten beuken, cipressen en lindebomen op het domein. 